# Zusammen für Brandenburg: Freie Wähler
Zusammen für Brandenburg: Freie Wähler (Eigenbezeichnung: Zusammen für Brandenburg: FREIE WÄHLER; kurz: FREIE WÄHLER) war eine Listenvereinigung im Sinne von § 22 Brandenburgisches Landeswahlgesetz aus den Kleinparteien Brandenburger Vereinigte Bürgerbewegungen und Freie Wähler Brandenburg zur Landtagswahl in Brandenburg 2009.

## Kandidaten
Spitzenkandidat der Listenvereinigung war der Steuerberater und Landesvorsitzende der Freien Wähler Brandenburg Hans-Jürgen Malirs, der auch Oberst der Reserve der Bundeswehr und Berliner Landesvorsitzender des Verbandes der Reservisten der Deutschen Bundeswehr e. V. ist.
Auf Platz 2 der Landesliste stand der Landesvorsitzende der Brandenburger Vereinigten Bürgerbewegungen Péter Vida. An der Listenvereinigung waren mehr als 120 Wählergruppen und politische Vereinigungen beteiligt.

## Programm
Auszüge aus dem Bürgerprogramm der Freie Wähler:

„Die Zugangsvoraussetzungen für Volksentscheide und Volksbegehren sind zu erleichtern.“

„Öffentliche Ausschreibungen sind in kleinen Losen zu veröffentlichen, damit die Brandenburger Wirtschaft sich erfolgsversprechend  beteiligen kann.“

„Die Parteienfinanzierung muss verändert werden, damit die etablierten Parteien nicht weiterhin ihre Macht konservieren und sich Wettbewerbsvorteile gegenüber oppositionellen, unabhängigen und kritischen Bürgerkräften verschaffen können.“

## Landtagswahl 2009
Am 23. Juli 2009 wurde Zusammen für Brandenburg: Freie Wähler als Listenvereinigung vom Landeswahlleiter Brandenburg anerkannt. Auf seiner Sitzung vom 14. August 2009 ließ der Landeswahlausschuss Brandenburg den Wahlvorschlag mit insgesamt 44 Direktkandidaten und 36 Kandidaten auf der Landesliste zur Wahl am 27. September 2009 zu. Somit trat die Listenvereinigung in allen Brandenburger Wahlkreisen zur Wahl an.
Die Listenvereinigung erzielte bei der Landtagswahl mit 23.196 Zweitstimmen ein Ergebnis von 1,7 %. Zudem entfielen 32.466 Erststimmen auf die Listenvereinigung, was 2,4 % entspricht.

## Parteienfinanzierung
Mit dem Zweitstimmenergebnis von 1,7 % übersprang die Listenvereinigung zwar die Hürde für die staatliche Parteifinanzierung. Die für die Festsetzung der staatlichen Mittel zuständige Bundestagsverwaltung verneinte jedoch den Anspruch auf Parteienfinanzierung, da diese nach dem Parteiengesetz nur Parteien zusteht. Eine Listenvereinigung erfülle jedoch nicht die Ansprüche an eine Partei, da diese im Gegensatz zu Parteien nur vorübergehend bestehe. Das Verwaltungsgericht Berlin bestätigte diese Entscheidung im Dezember 2010.